# Episodi di Dragon Ball Z (ottava stagione)
L'ottava stagione della serie televisiva anime Dragon Ball Z si intitola Saga della scuola superiore (ハイスクール編?, Hai Sukūru hen) e comprende gli episodi dal 200 al 209. È prodotta da Toei Animation con regia di Daisuke Nishio, basata sul manga Dragon Ball di Akira Toriyama. Ambientata sette anni dopo il Cell Game, la stagione ha come protagonista l'adolescente Son Gohan che frequenta la scuola per la prima volta e al contempo inizia a combattere il crimine come eroe mascherato.
La stagione è andata in onda in Giappone su Fuji TV di mercoledì dall'8 settembre all'8 dicembre 1993. L'edizione italiana è stata trasmessa in prima visione su Italia 1 tra il 16 e il 29 novembre 2000 dal lunedì al venerdì.
Nell'edizione originale è la prima stagione ad impiegare come sigle di apertura e chiusura rispettivamente We Gotta Power e Bokutachi wa tenshi datta, entrambe cantate da Hironobu Kageyama. Nel passaggio televisivo italiano invece è impiegata la sigla unica What's My Destiny Dragon Ball, interpretata da Giorgio Vanni.

## Lista episodi
| Nº  | Titolo italiano Giapponese 「Kanji」 - Rōmaji | In onda           | In onda          |
| Nº  | Titolo italiano Giapponese 「Kanji」 - Rōmaji | Giapponese        | Italiano         |
| 200 | Il primo giorno di scuola 「あれから7年!今日から僕は高校生」 - Are kara Shichinen! Kyō kara Boku wa Kōkōsei | 8 settembre 1993  | 16 novembre 2000 |
| 200 | Per Gohan, ormai adolescente, è il primo giorno di liceo, dove conosce nuovi amici tra cui Videl, la figlia di Mr. Satan. Poco prima di arrivare a scuola Gohan viene coinvolto in una rapina in banca. Decide di intervenire per risolvere la situazione; Si trasforma in super saiyan per non farsi riconoscere e verrà conosciuto come "il guerriero dai capelli d'oro". |                   |                  |
| 201 | Un nuovo eroe 「愛と正義のグレートサイヤマン参上」 - Ai to Seigi no Gurēto Saiyaman Sanjō | 15 settembre 1993 | 17 novembre 2000 |
| 201 | Gohan, consapevole del fatto che trasformarsi in Super Saiyan non è sufficiente per non farsi riconoscere, si fa preparare un costume da Bulma: nasce così il supereroe Great Saiyaman. Egli salva la vita a Videl, impegnata a sventare il sequestro di un autobus. |                   |                  |
| 202 | Primo appuntamento per Gohan 「悟飯のハチャメチャ初デート!?」 - Gohan no Hachamecha Hatsu Dēto!? | 29 settembre 1993 | 20 novembre 2000 |
| 202 | Dopo essersi svegliato più tardi Gohan vola verso Satan City con il vestito di Great Saiyaman dove atterra sul tetto della scuola. Lì incontra Angela, una sua compagna di classe e scopre che quest'ultimo è Great Saiyaman. La ragazza chiede a Gohan di uscire con lei per un appuntamento altrimenti rivelerà a tutti il suo segreto. A questo punto il saiyan si vede costretto ad accettare l'invito e alla fine dell'episodio si scopre che la ragazza non aveva riconosciuto Gohan in abiti da supereroe perché non aveva le lenti a contatto. |                   |                  |
| 203 | Missione: salvare Videl 「悟飯、緊急出動!ビーデルを救え!!」 - Gohan, Kinkyū Shutsudō! Bīderu o Sukue! | 20 ottobre 1993   | 21 novembre 2000 |
| 203 | Videl è intenzionata a scoprire la vera identità di Great Saiyaman e comincia a sospettare del suo compagno di scuola Gohan. Mentre sono a scuola arriva la notizia che due malviventi hanno rapinato una banca e preso in ostaggio il sindaco chiedendo di potersi battere con Mr. Satan. Videl arriva e inizia a combattere contro il capo. Great Saiyaman interviene e in poco tempo sbaraglia tutta la banda salvando il sindaco. Sta anche per intervenire nello scontro di Videl, ma la ragazza se la cava benissimo da sola abbattendo il capo. Tutto torna alla normalità. Dopo la fine della scuola i compagni di classe dicono a Videl che Gohan, dopo avere tradito Angela che si è sentita depressa e ormai diventata molto triste, è sparito durante il sequestro per ricomparire poco prima di lei. Ciò aumenta i sospetti della ragazza che pensa che Gohan sia Great Saiyaman. |                   |                  |
| 204 | Gohan contro Videl 「盗難事件発生!!犯人はサイヤマン!?」 - Tōnan Jiken Hassei!! Hannin wa Saiyaman!? | 27 ottobre 1993   | 22 novembre 2000 |
| 204 | Goten e Gohan si trovano in un nido su una montagna dove si trova il guscio di un uovo di dinosauro; i due sono preoccupati perché il cucciolo non si trova lì. Dopo avere scoperto che il direttore di un circo ha catturato il cucciolo Gohan, travestito da Great Saiyaman, va al circo e cerca di convincere il direttore a liberarlo, per poi rapirlo al rifiuto dell'uomo. Datosi alla fuga viene braccato dalla polizia e Videl. Arrivano i genitori del cucciolo, impaurendo il direttore del circo che spara. I dinosauri, innervositi, attaccano Videl e Gohan è costretto a intervenire mettendo ko con un pugno il maschio e dando il piccolo alla madre dopo avere licenziato sia tutto il circo che il suo direttore. Tutto finisce bene e Gohan e Goten giocano con i dinosauri. Il giorno seguente, a scuola, Videl induce Gohan a rivelare la sua identità di Great Saiyaman. La ragazza promette di mantenere il segreto a patto che lui si iscriva al torneo Tenkaichi e le insegni a volare. |                   |                  |
| 205 | Gohan si iscrive al nuovo torneo mondiale 「悟空も復活!?天下一武道会出場だ!!」 - Gokū mo Fukkatsu!? Tenkaichi Budōkai Shutsujō da!! | 3 novembre 1993   | 23 novembre 2000 |
| 205 | Gohan, costretto da Videl, si iscrive al torneo di arti marziali che si terrà fra un mese. Poi va da Bulma per chiederle di fare qualche modifica al costume visto che non si possono utilizzare caschi al torneo. Anche Vegeta ha intenzione di partecipare e anche Goku parlando dall'aldilà intende parteciparvi. Gohan, contento di questa notizia, invita anche Piccolo e Crilin ed essi accettano volentieri. |                   |                  |
| 206 | La forza strepitosa di Goten 「悟飯もビックリ!悟天の爆発パワー」 - Gohan mo Bikkuri! Goten no Bakuhatsu Pawā | 10 novembre 1993  | 24 novembre 2000 |
| 206 | Gohan comincia ad allenarsi per il torneo di arti marziali; scopre che Goten sa già trasformarsi in Super Saiyan nonostante la giovane età. |                   |                  |
| 207 | Gohan, insegnante di volo! 「あっ飛べた!!ビーデルの舞空術入門」 - Attobeta!! Bīderu no Bukūjutsu Nyūmon | 17 novembre 1993  | 27 novembre 2000 |
| 207 | Gohan insegna a Goten e Videl a volare. |                   |                  |
| 208 | Di nuovo insieme 「おかえり悟空!Zチーム全員集合!!」 - Okaeri Gokū! Zetto Chīmu Zen'in Shūgō!! | 24 novembre 1993  | 28 novembre 2000 |
| 208 | Goku riabbraccia tutti i suoi amici dopo sette anni passati nell'aldilà. |                   |                  |
| 209 | Niente telecamere per favore! 「危うしサイヤマン!激写に御用心!?」 - Ayaushi Saiyaman! Gekisha ni Goyōjin!? | 8 dicembre 1993   | 29 novembre 2000 |
| 209 | Tutti i partecipanti del torneo effettuano un test sulla propria forza tramite un rilevatore di potenza. Vegeta non riesce a controllarsi e finisce per distruggere l'oggetto. Piccolo, infastidito dalle continue interviste dei giornalisti decide di fare esplodere tutte le telecamere e le macchine fotografiche. |                   |                  |

## Home video
Gli episodi dell'ottava stagione di Dragon Ball Z sono compresi nei dischi dal 34 al 36 dell'edizione in DVD giapponese, pubblicati il 18 settembre 2003 all'interno del secondo volume di Dragon Box Z hen e poi ad uscite individuali il 4 ottobre 2006.
| N° | Data           | Episodi | Fonte  |
| -- | -------------- | ------- | ------ |
| 34 | 4 ottobre 2006 | 196-201 | [ 10 ] |
| 35 | 4 ottobre 2006 | 202-207 | [ 11 ] |
| 36 | 4 ottobre 2006 | 208-213 | [ 12 ] |